# Sosibios (Vater)
Sosibios (altgriechisch Σωσίβιος Sōsíbios) war ein Politiker des Ptolemäerreiches in Ägypten. Er stammte aus Alexandria und tat sich früh als Sportler hervor.

## Leben
Sosibios war der Sohn eines Dioskurides. Seine Kinder waren Ptolemaios, Sosibios und Arsinoë, die von 215 bis 214 v. Chr. Inhaberin des Priesteramtes der Kanephore war. Bereits in seiner Jugend siegte er bei den Panathenäen im Ringkampf, obwohl er in der Kampfklasse der erwachsenen Männer antrat. Bei den Ptolemäen, die Ptolemaios II. in Gedenken an seinen verstorbenen Vater begründet hatte, siegte er im Diaulos (Dauerlauf). Später, als Erwachsener, siegte er im Wagenrennen bei den Isthmischen und Nemeischen Spielen. Dass dieselbe Person in den zwei sportlichen Kategorien der antiken griechischen Wettkämpfe, den gymnischen und den hippischen Agonen siegte, ist in der Geschichte des antiken Sports äußerst außergewöhnlich. Ptolemaios III. soll damals Gelder für das Heiligtum des Zeus Kasios in Pelusium und das Heraion (vielleicht von Argos) gestiftet haben. Der alexandrinische Hofdichter Kallimachos besang die Siege des Sosibios in einem Gedicht, von dem sich ein Fragment erhalten hat. Aus einer Ehreninschrift von der Insel Delos aus dem Jahr 240 v. Chr. geht hervor, dass Sosibios bereits 245 v. Chr. dem Apollonios aus Karien als dioiketes (Leiter der Zentralbehörden) nachfolgte und 235/234 eponymer Alexanderpriester wurde.
Sosibios trug wesentlich dazu bei, die Nachfolge des Königs Ptolemaios IV. zu sichern. Gemeinsam mit Agathokles lenkte er lange Zeit die ägyptische Politik und übernahm zu diesem Zweck vielleicht wieder das Amt des dioiketes. In der Schlacht bei Raphia kommandierte Sosibios 217 v. Chr. die ägyptische Phalanx und ging nach dem Sieg über die Truppen des Seleukidenherrschers Antiochos III. als ptolemäischer Gesandter zum Abschluss eines Friedens nach Antiochia. Seine Parteinahme für den aufständischen seleukidischen Politiker Achaios 214/213 war nicht erfolgreich. Nach der Thronbesteigung des minderjährigen Ptolemaios V. wird Sosibios von Polybios als dessen pseudepítropos („Schattenherrscher“) bezeichnet. Sosibios ließ rasch die als Regentin vorgesehene Königswitwe Arsinoë III. ermorden. Als sein Todesjahr wird 203 v. Chr. angenommen.